# Костянтина (імператриця)
Костянтина (*Constantina , бл. 560  — бл. 605) — візантійська імператриця.

## Життєпис
Була старшою донькою Тиберія, візантійського військовика, та Елії Анастасії. Народилася близько 560 року, напевне, в Константинополі, коли її батько був комітом у Константинополі або служив екскубіторієм (імператорським охоронцем). 565 року Тиберія було призначено комітом екскубіторіїв, а 574 року — цезарем. Це значно підвищило статус Костянтини.
Мешкала з матір'ю в палаці Гормізда, оскільки тодішня імператриця Елія Софія, маючи значний вплив, не допускала родину Тиберія до Великого імператорського палацу. Також Софія планувала розлучити Тиберія з матір'ю Костянтини й самій вийти за нього заміж. Тому невдовзі Костянтина разом з матір'ю та сестрами залишила Коснтантинополь.
У 578 році батько Костянтини став імператором, а невдовзі надав титул Августи матері Костянтини. У 582 році стала нареченою магістра війська Маврикія, але у 582 році її батько — імператор Тиберій II — захворів та помер. Августа Елія Софія обрала новим імператором Маврикія, плануючи вийти за нього заміж. Але Маврикій, ставши імператором, обрав за дружину Костянтину. Невдовзі вона отримала титул Августи.
Відомо, що Костянтина зуміла встановити товариські стосунки з Елією Софією. У 593 році помирає Елія Анастасія. У 601 році разом з Софією Костянтина подарувала на Великдень імператорові коштовну корону, але той наказав повісити її над вівтарем Соборної Софії як свою власну данину церкві. Це викликало конфлікт між імператорським подружжям.
У 602 році під час заколоту Фоки разом з чоловіком та дітьми виїхала до Халкідону. Того ж року Маврикія та його синів було схоплено й страчено, а Костянтина з доньками опинилася фактично під вартою. 603 року її заслано до монастиря Св. Мамаси.
У 604 році брала участь у змові проти Фоки, але її було видано. Костянтину за наказом імператора Фоки катували, щоб вона виказала учасників змови. Наприкінці 605 або у 606 році Костянтину разом з доньками було страчено в Халкидоні.

## Родина
Чоловік — Маврикій, візантійський імператор.
Діти:
- Феодосій (583/585—602), співімператор
- Тиберій (д/н — 602), співімператор
- Петро (д/н — 602)
- Юстин (д/н — 602)
- Юстиніан (д/н — 602)
- Павло (д/н — 602)
- Анастасія (д/н — 605)
- Феоктіста (д/н — 605)
- Клеопатра (д/н — 605)